# 钵山站
鉢山站（：／ Balsan yeok */?）是首都圈電鐵5號線沿線的一座地下車站，位於韓國首爾特別市江西區麻谷洞與內鉢山洞的邊界。

## 車站結構
站體為2面2線曲線式設計側式月台的地下車站，候車月台設有月台幕門，並有出口共9處。1～4、8、9號出口位於麻谷洞，5～7號出口則位於內鉢山洞。
本站無法轉乘對向列車。

### 月台配置
| 麻谷 ↑   |
| \| 上    |
| ↓ 雨裝山 |

| 月台 | 路線             | 目的地                                       |
| ---- | ---------------- | -------------------------------------------- |
| 上行 | ●首都圈電鐵5號線 | 金浦機場、傍花方向                           |
| 下行 | ●首都圈電鐵5號線 | 汝矣島、光化門、上一洞、河南黔丹山、馬川方向 |

## 歷史
- 1996年3月20日：落成啟用。

## 車站周邊
- 31冰淇淋加陽店
- 首爾江西郵局
- 國民年金公團江西支社
- 登明中學
- 明德女子中學、高校
- 明德外語高校
- 韓國通訊加陽營業所
- 江西青少年會館
- 雨裝公園
- KBS Sports World體育館（朝鲜语：KBS스포츠월드）
- 韓國煤氣公社（朝鲜语：한국가스공사）
- 鉢山119消防安全中心
- 登村4洞綜合社會福祉館
- 梨花女大醫學院附設首爾醫院（朝鲜语：이대서울병원）

## 圖片

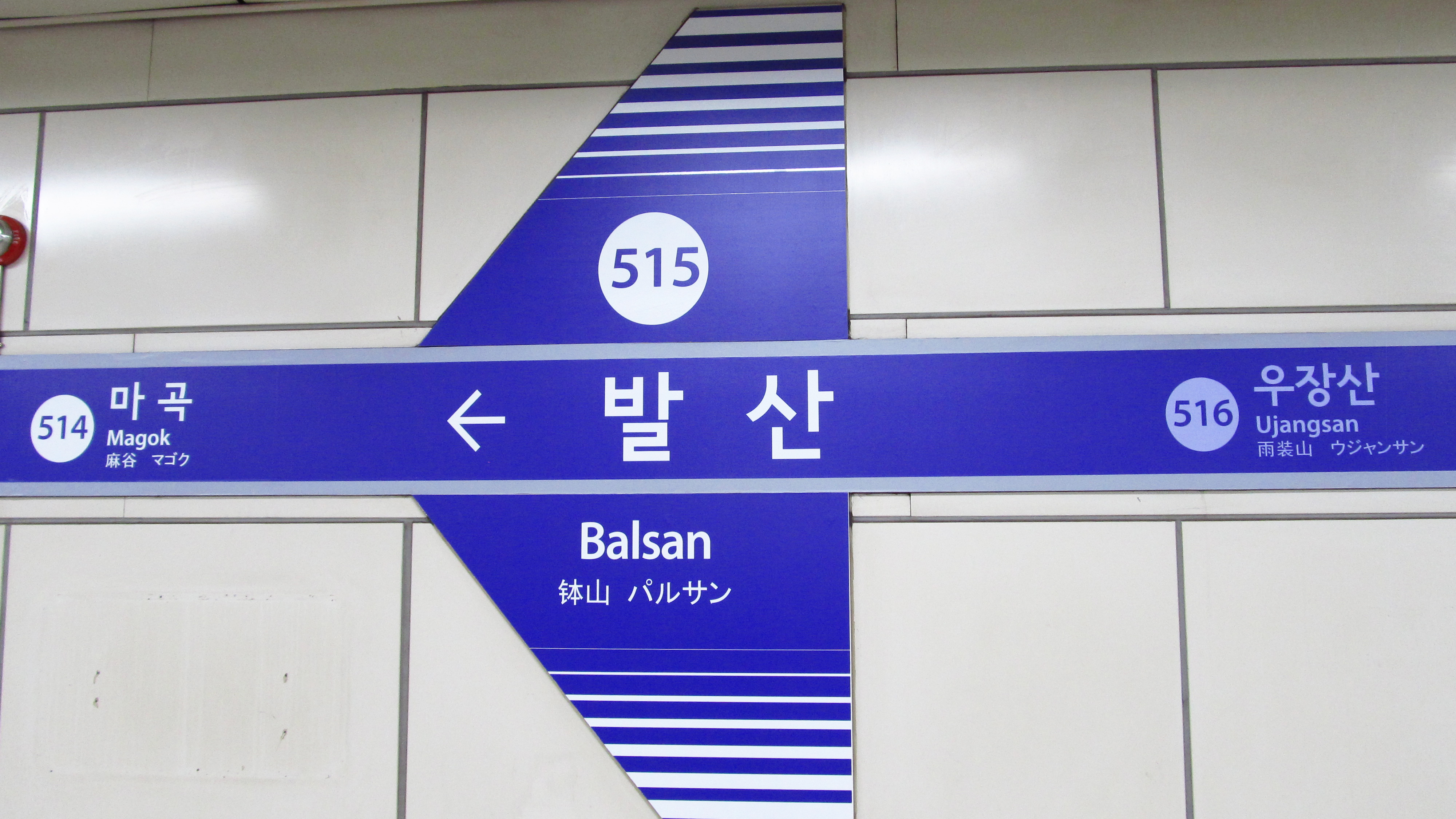
站名牌
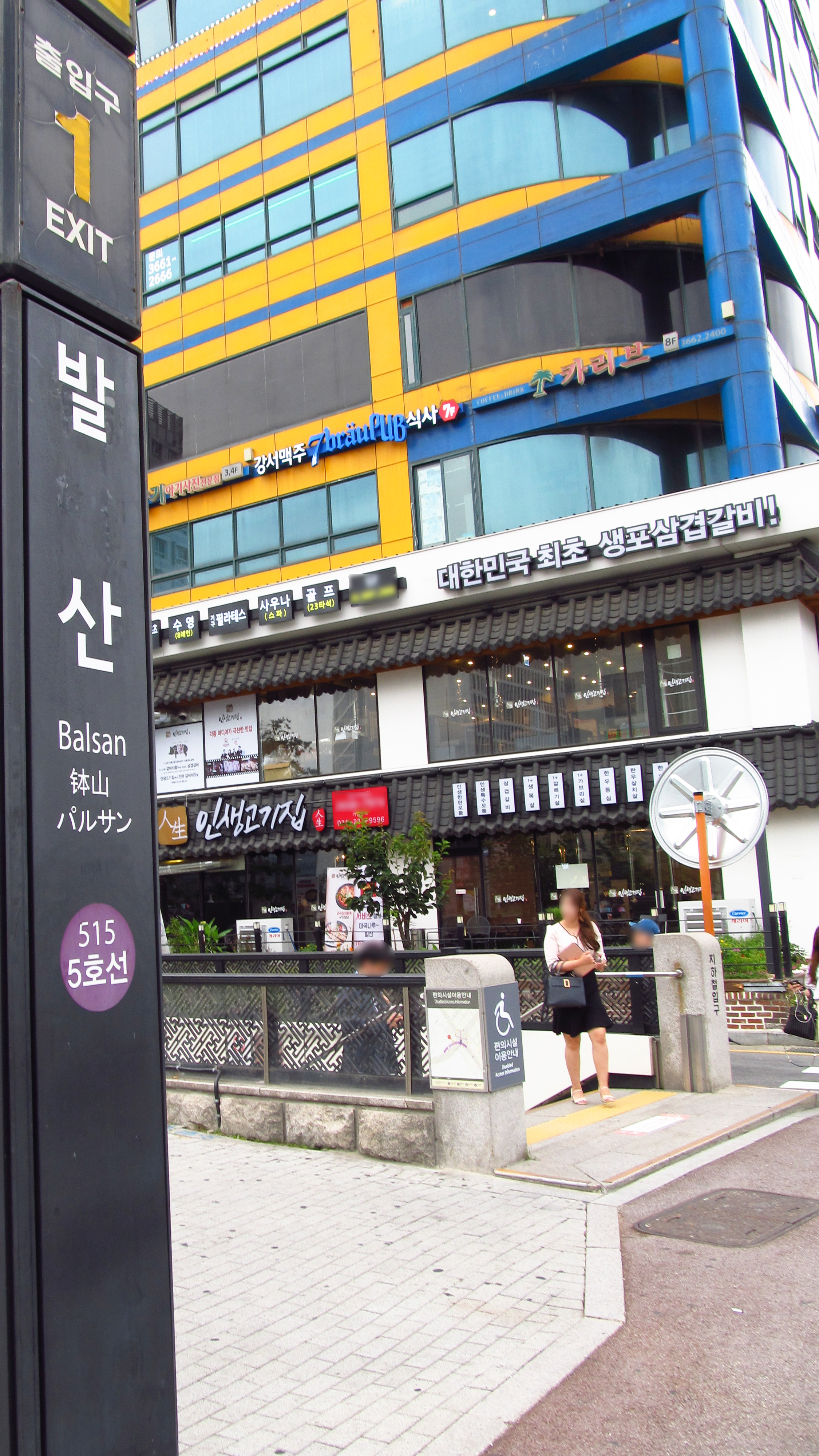
1號出口
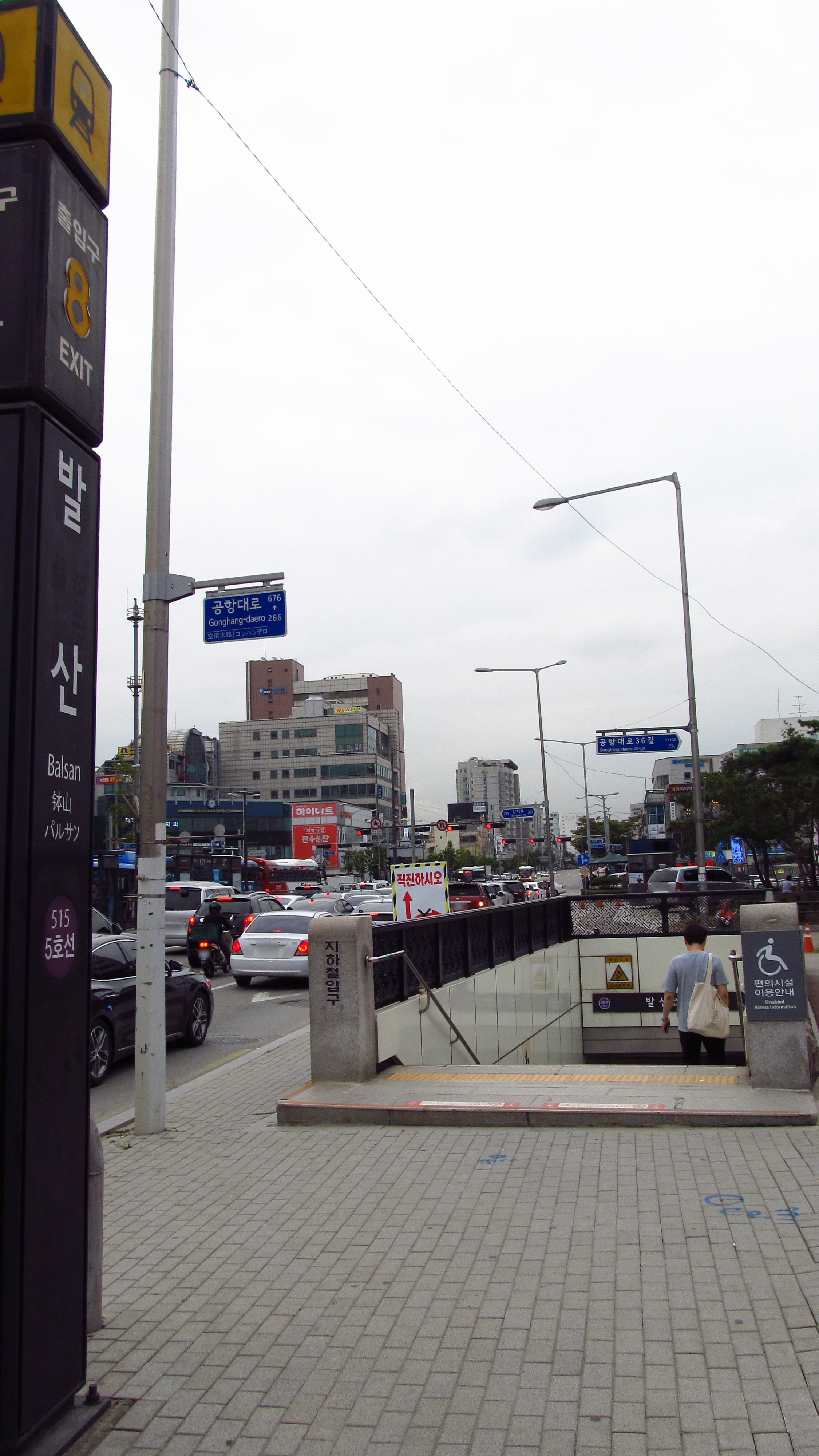
8號出口
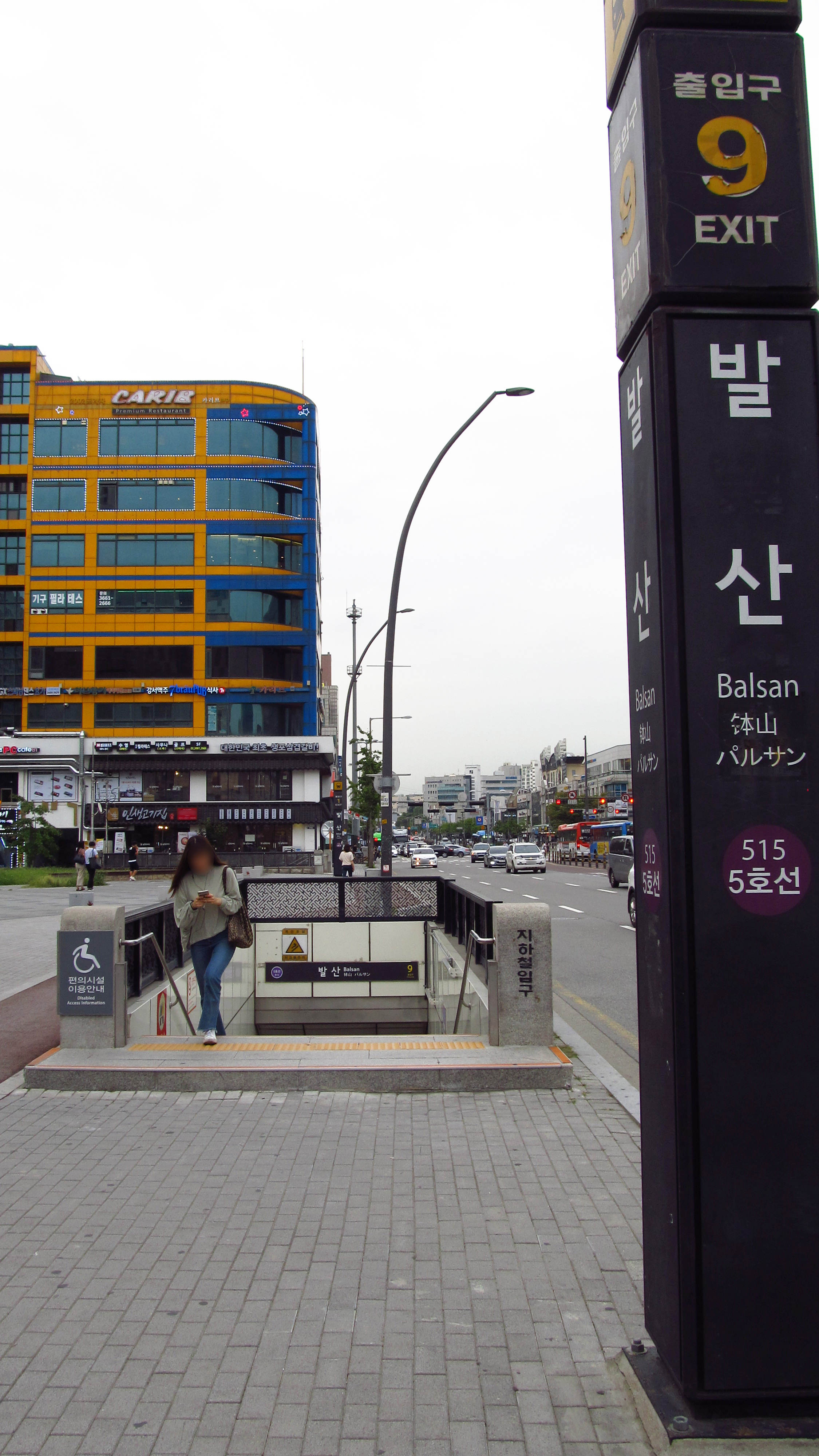
9號出口

## 相鄰車站
首爾交通公社
●首都圈電鐵5號線
麻谷（514）－鉢山（515）－雨裝山（516）